# Boškovići (miasto Zvornik)
Boškovići (cyr. Бошковићи) – wieś w Bośni i Hercegowinie, w Republice Serbskiej, w mieście Zvornik. W 2013 roku liczyła 566 mieszkańców.